# Jewgeni Wassiljewitsch Trefilow
Jewgeni Wassiljewitsch Trefilow (russisch Евге́ний Васи́льевич Трефи́лов; * 4. September 1955 in Beslesny, Region Krasnodar) ist ein ehemaliger russischer Handballtrainer und Handballspieler.

## Karriere
Trefilow begann mit 15 Jahren das Handballspielen und lief für Uroschai Krasnodar, Dinamo Astrachan und Burewestnik Krasnodar auf. Der größte Erfolg in seiner Spielerlaufbahn war 1983 der Gewinn der Bronzemedaille bei der Spartakiade der Völker der UdSSR. Er spielte auf der Position Rückraum links.
Zwischen 1984 und 1990 trainierte Trefilow mit GK Kuban Krasnodar seine erste Damenmannschaft, die unter seiner Leitung 1989 die Meisterschaft gewann. Ab 1992 trainierte er für zwei Jahre die Damen von Rossijanka Wolgograd. Von 1993 bis 1995 war er Co-Trainer der russischen Frauen-Handballnationalmannschaft. Nachdem Trefilow anschließend die russische Juniorinnen-Nationalmannschaft trainierte, wurde er 1997 Co-Trainer der russischen Männer-Handballnationalmannschaft, die im selben Jahr die Weltmeisterschaft gewann.
1998 wechselte Trefilow wieder zum Frauenhandball und wurde Trainer von AdyIF Maikop. Ein Jahr später übernahm er das Traineramt von GK Lada Toljatti, der 2002, 2003, 2004, 2005 und 2006 die Meisterschaft sowie 2002 den Europapokal der Pokalsieger gewann. 2006 verließ er Lada und trainierte anschließend Swesda Swenigorod. Swesda errang unter seiner Führung 2007 die Meisterschaft und den EHF-Pokal sowie 2008 die EHF Champions League. Im Sommer 2011 übernahm Zdravko Zovko sein Traineramt bei Swenigorod. Anschließend kehrte Trefilow zu GK Lada Toljatti zurück, der 2012 den EHF-Pokal gewann. Im Dezember 2012 beendete er gesundheitsbedingt seine Trainertätigkeit. Im Juli 2013 kehrte Trefilow auf die Trainerbank zurück und übernahm die Damenmannschaft von Kuban Krasnodar. Im Dezember 2014 trat er von seinem Amt bei Kuban Krasnodar zurück. Ab Januar 2016 gehörte Trefilow bis zum Saisonende 2015/16 dem Trainerteam von GK Astrachanotschka an, deren Frauenmannschaft die russische Meisterschaft gewann. Anschließend übernahm er erneut das Traineramt von Kuban Krasnodar.
Am 28. Dezember 1999 übernahm Trefilow zusätzlich das Traineramt der russischen Frauen-Handballnationalmannschaft, die 2001, 2005, 2007 und 2009 die Weltmeisterschaft gewann. Weitere Erfolge waren die Vizeeuropameisterschaft 2006 und 2018 sowie die olympische Silbermedaille 2008. Im September 2012 wurde er von seinen Aufgaben entbunden. Im September 2013 gab der russische Handballverband bekannt, dass Trefilow erneut das Traineramt der Frauen-Nationalmannschaft übernimmt. 2016 wurde Russland unter seiner Leitung Olympiasieger.
Nachdem Trefilow im Februar 2019 unter Herzproblemen litt, wurde er operiert und pausierte drei Monate. Im August 2019 gab er seine Trainerposten bei Kuban Krasnodar und der russischen Auswahl ab. Daraufhin übernahm er den Posten des Vizepräsidenten beim russischen Handballband. Ab Januar 2021 saß er mit auf der Bank bei Spielen von Kuban Krasnodar. Mittlerweile ist er als Präsident des Handballverbandes der Region Krasnodar tätig und wurde zum Ehrenpräsident von Kuban Krasnodar ernannt. Trefilow ist Ehrenbürger der Stadt Krasnodar.
Trefilow galt als autoritärer Coach, der während des Spiels häufig sehr emotionell reagierte.